# 洛巍县
洛巍县，中国古县名。
唐朝置，治所在今广西壮族自治区柳江西北古州西，属归化州。北宋属宜州所领羁縻归化州，庆历四年（1044年）废。 